# Mikkel Jensen (pilote automobile)
Pour les articles homonymes, voir Mikkel Jensen et Jensen.
Mikkel Jensen, né le 31 décembre 1994 à Aarhus au Danemark, est un pilote automobile danois.

## Carrière
En 2019, Mikkel Jensen a été promu pilote d'usine BMW

## Palmarès

### European Le Mans Series
| Année | Écurie            | Châssis                | Moteur                              | Classe | 1     | 2        | 3       | 4        | 5     | 6     | Position | Points |
| ----- | ----------------- | ---------------------- | ----------------------------------- | ------ | ----- | -------- | ------- | -------- | ----- | ----- | -------- | ------ |
| 2016  | Formula Racing    | Ferrari 458 Italia GT2 | Ferrari F142 GT 4,5 L V8 Atmo       | LMGTE  | SIL   | IMO      | RBR     | LEC 2    | SPA   | EST   | 14e      | 18     |
| 2017  | AT Racing         | Ligier JS P3           | Nissan VK50VE 5,0 l V8 Atmo         | LMP3   | SIL 4 | MON      | RBR 6   | LEC Abd. | SPA 1 | POR 7 | 6e       | 54     |
| 2018  | AT Racing         | Ligier JS P3           | Nissan VK50VE 5,0 l V8 Atmo         | LMP3   | LEC   | MON Abd. | RBR 5   | SIL      | SPA   | POR 6 | 16e      | 18     |
| 2019  | EuroInternational | Ligier JS P3           | Nissan VK50VE 5,0 l V8 Atmo         | LMP3   | LEC 2 | MON 1    | BAR Ab. | SIL 1    | SPA 1 | POR 6 | 1re      | 102    |
| 2020  | G-Drive Racing    | Oreca 07               | Gibson GK428 4,2 l V8 atmosphérique | LMP2   | LEC 2 | SPA      | LEC     | MON      | POR   |       | 2e*      | 18*    |

N.B. * Saison en cours. Les courses en " gras  'indiquent une pole position, les courses en "italique" indiquent le meilleur tour de course.

### ADAC GT Masters
| Année     | Écurie             | Châssis    | Moteur                    | 1     | 2      | 3     | 4      | 5     | 6      | 7        | 8      | 9     | 10     | 11    | 12    | 13     | 14    | Position | Points |
| --------- | ------------------ | ---------- | ------------------------- | ----- | ------ | ----- | ------ | ----- | ------ | -------- | ------ | ----- | ------ | ----- | ----- | ------ | ----- | -------- | ------ |
| 2018 (en) | BMW Team Schnitzer | BMW M6 GT3 | BMW P63 4,4 l V8 Bi-Turbo | OSC 3 | OSC 16 | MST 6 | MST 20 | RBR 2 | RBR 10 | NÜR Abd. | NÜR 28 | ZAN 7 | ZAN 25 | SAC 3 | SAC 8 | HOC 14 | HOC 4 | 6e       | 79     |